# Eigentliches Zweifingerfaultier
Das Eigentliche Zweifingerfaultier oder Unau (Choloepus didactylus) – teilweise auch nur Zweifinger-Faultier genannt – ist eine Art aus der Familie der Choloepodidae. Sie ist im nördlichen Südamerika verbreitet und bewohnt tropische Regenwälder. Dort lebt es überwiegend einzelgängerisch in Baumkronen, wobei eine kopfunter hängende Position typisch ist, und ernährt sich von Blättern, selten aber auch von tierischer Kost. Die Lebensweise wildlebender Tiere ist nur ungenügend erforscht. Charakteristisch sind die langen Gliedmaßen und die braune Haarfarbe, wobei das Fell nur aus einer Schicht, dem Deckhaar, besteht. Die Faultierart gilt in ihrem Bestand als nicht bedroht.

## Beschreibung

### Habitus

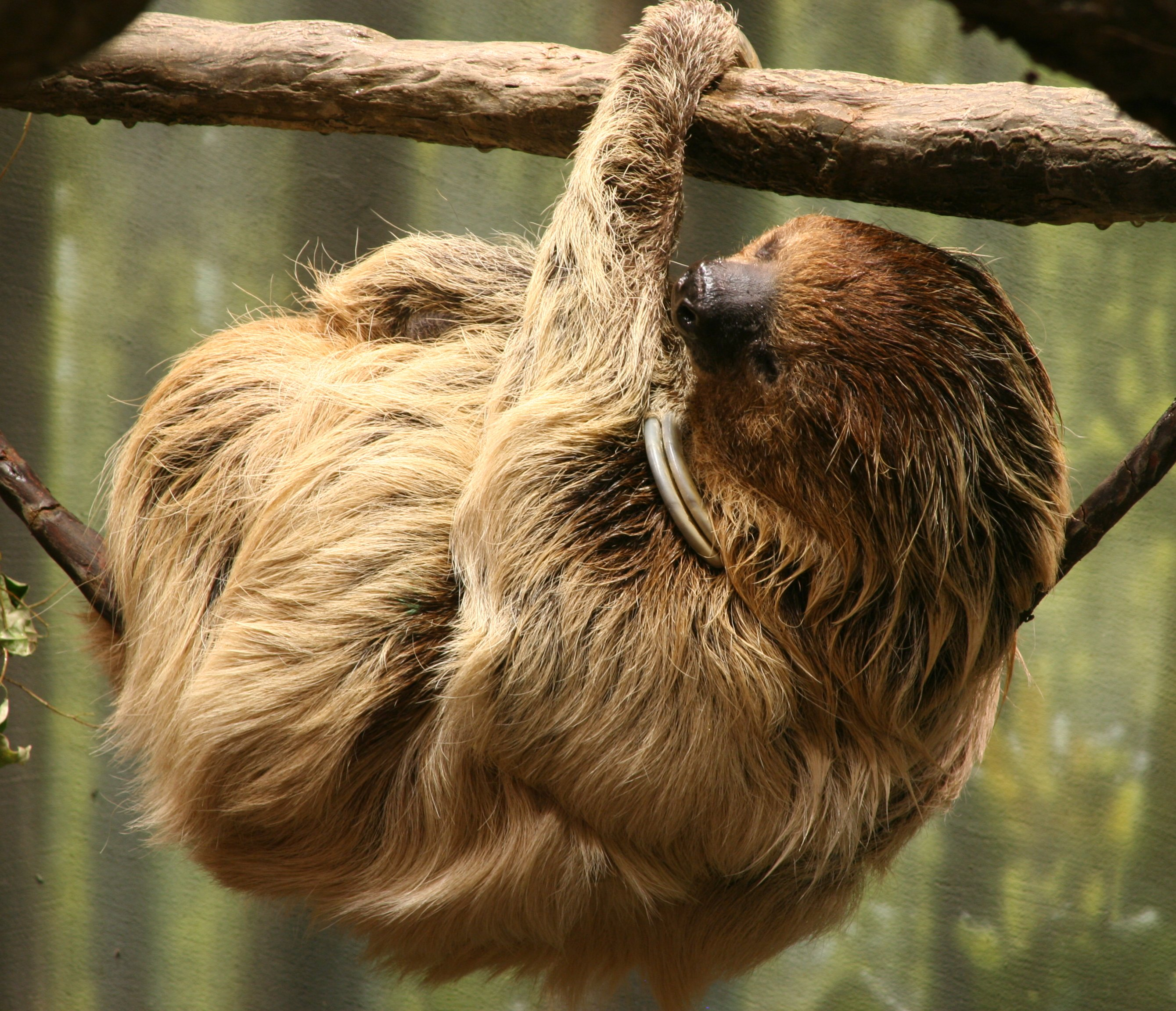
Eigentliches Zweifingerfaultier

Das Eigentliche Zweifingerfaultier erreicht eine Kopf-Rumpf-Länge von 54 bis 88 cm, der äußerst kurze und kaum bewegliche Schwanz wird zwischen 0,9 und 2 cm lang. Das Gewicht variiert von 6,5 bis 11,8 kg. Damit ist das Eigentliche Zweifingerfaultier etwas größer als sein Verwandter, das Hoffmann-Zweifingerfaultier (Choloepus hoffmanni). Die Unterschiede zwischen den Geschlechtern fallen nur gering aus: so sind die Weibchen etwas größer als die Männchen. Der Kopf ist allgemein klein, im Vergleich mit den Dreifinger-Faultieren aber länger. Er besitzt allgemein ein gerundetes Profil. Die Ohren sind klein, rund 2,8 cm lang und äußerlich nicht sichtbar. Das Fell weist nur eine einzige Lage auf, das Deckhaar mit bis zu 17 cm langen Haaren. Es ist meist graubraun gefärbt, wobei die Bauchseite häufig heller erscheint als die Rückenseite. Das Gesicht ist hellbraun und unbehaart und weist eine ledrige Textur auf. Je nach Lichteinfall, vor allem in der Regenzeit, schimmert das Fell leicht grünlich. Das geht auf eine Symbiose mit Algen zurück, die im Fell leben, wobei diese Symbiose teilweise der Tarnung vor Fressfeinden dient. Der Scheitel des Fells liegt nicht wie bei anderen Säugetieren auf dem Rücken, sondern wie bei den anderen Faultieren auf dem Bauch. Dies sorgt dafür, dass das Regenwasser besser abfließen kann. Die Gliedmaßen sind ausgesprochen lang und enden vorn in zwei, hinten dagegen in drei Strahlen. Diese sind etwa gleich lang und tragen lange, gebogene Krallen. Die Hinterfußlänge beträgt bis zu 14,8 cm.

### Schädel- und Gebissmerkmale
Der Schädel wird zwischen 10 und 17 cm lang. An den Jochbeinen beträgt die Breite 7,3 cm, hinter den Augen aber nur 3,6 cm. Der Jochbogen ist nicht vollständig ausgebildet. Er weist am vorderen Ansatz aber einen zusätzlichen, nach unten weisenden Knochenfortsatz auf. Das Gebiss weicht wie bei allen Faultieren von dem für Säugetiere typischen ab. Je Kieferast sind oben fünf und unten vier Zähne ausgebildet, insgesamt also 18. Die hinteren erscheinen molarenartig, der jeweils vorderste ist konisch spitz und ähnelt dadurch dem Eckzahn, zudem ist er von den hinteren Zähnen durch ein größeres Diastema getrennt. Er überragt die hinteren Zähne deutlich. Schneidezähne sind nicht ausgebildet. Die obere Zahnreihe erreicht eine Länge von 4,5 cm.

### Sinnesleistungen und Lautäußerungen
Der Sehsinn des Eigentlichen Zweifingerfaultiers ist schlecht entwickelt und nur für kurze Distanzen bis 4 m ausgelegt. Lautäußerungen sind nur wenige bekannt. Jungtiere rufen ihre Mutter, wenn sie voneinander getrennt werden. Die ausgestoßenen Töne erreichen dabei niedrige Frequenzen von etwa 1,4 kHz. Bei erwachsenen Tieren konnte bisher lediglich ein Zischen dokumentiert werden.

## Verbreitung

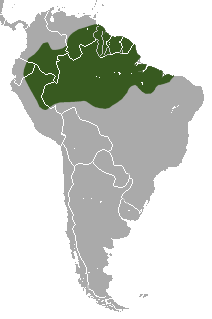
Verbreitungsgebiet des Eigentlichen Zweifingerfaultiers

Das Verbreitungsgebiet des Eigentlichen Zweifingerfaultiers umfasst das nördliche Südamerika von Kolumbien, dem östlichen Ecuador und Peru über Venezuela südlich des Orinoco, Guayana, Suriname und Französisch-Guayana bis nach Brasilien nördlich des Amazonas. Die südlichste Verbreitungsgrenze im westlichen Amazonasgebiet ist nicht vollständig geklärt, gelegentlich finden Sichtungen des Eigentlichen Zweifingergürteltiers auch weit südlich des Amazonas statt. Vor allem im westlichen Amazonasgebiet kommt es teilweise zu Überschneidungen mit dem Verbreitungsgebiet des Hoffmann-Zweifingerfaultiers. Am häufigsten ist die Art in den feuchten tropischen Regenwäldern des Tieflandes des Amazonasbeckens anzutreffen, sie kommt aber auch bis in Höhen von 2438 m vor. Der Lebensraum wird durch einen hohen Niederschlag von mehr als 2000 mm jährlich und kurzen Trockenzeiten charakterisiert. Das gesamte Verbreitungsgebiet wird mit rund 4,2 Millionen Quadratkilometern angegeben. Die Populationsdichte schwankt dabei. Am Fluss Sinnamary in Französisch-Guayana beträgt sie etwa 0,9 Individuen je Quadratkilometer, kann aber auch auf bis zu 4,5 ansteigen. In der Region um Manaus liegt sie bei 0,13 Individuen je Hektar und bei Mamirauá im brasilianischen Bundesstaat Amazonas steigt sie auf 0,88 Individuen auf einer vergleichbaren Flächengröße an.

## Lebensweise

### Territorialverhalten

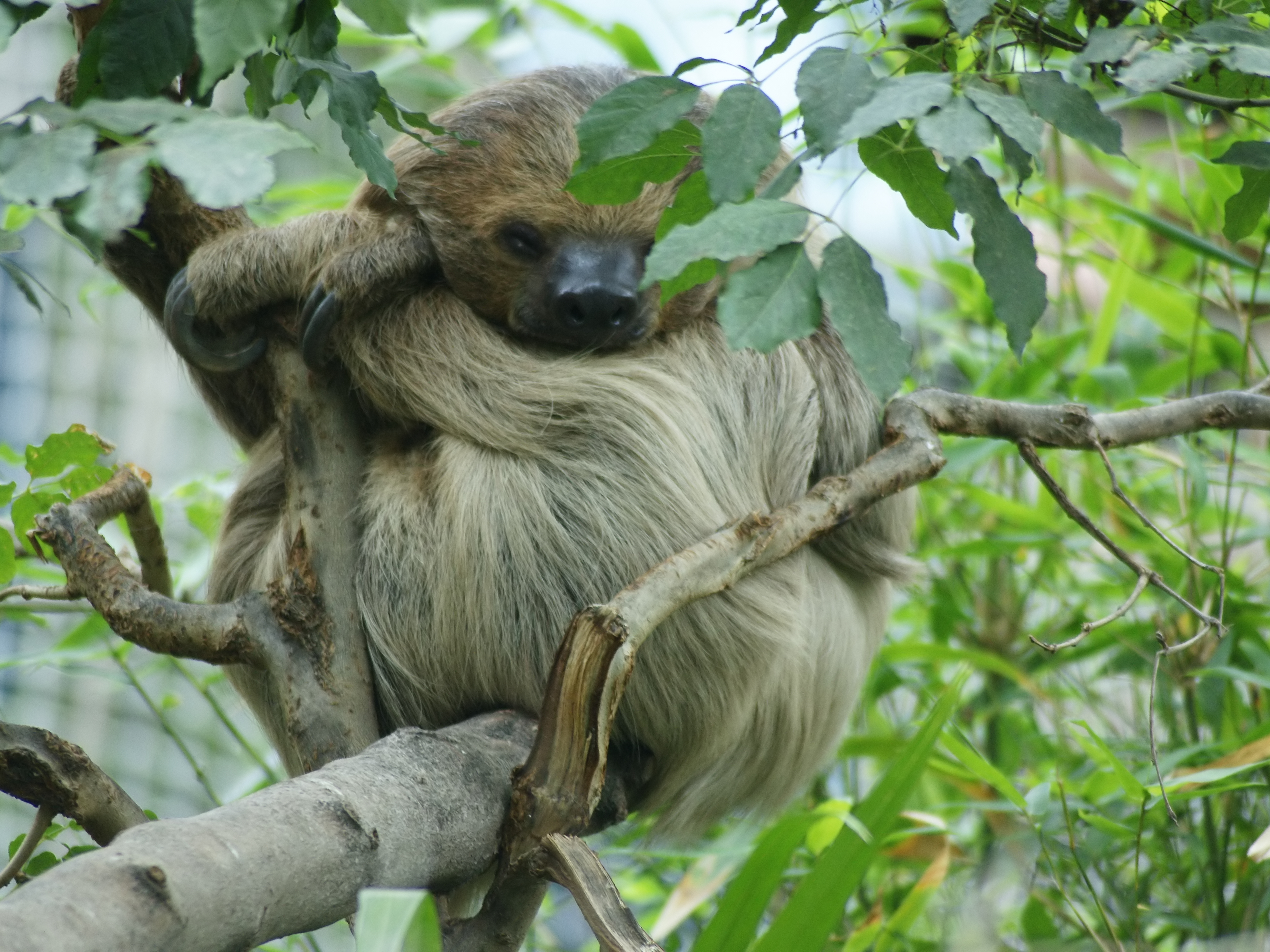
Eigentliches Zweifingerfaultier im Geäst

Die Lebensweise des Eigentlichen Zweifingerfaultiers ist nur unzureichend erforscht, die meisten Daten beruhen auf Beobachtungen an Tieren in Gefangenschaft und nicht an wildlebenden. Es ist dämmerungs- und nachtaktiv und lebt einzelgängerisch, Sozialgemeinschaften sind nur zwischen Mutter- und Jungtier bekannt. Gelegentlich wurde aggressives Verhalten zwischen männlichen Individuen beobachtet, das mitunter tödlich endet. Dabei werden sowohl die scharfen Krallen, als auch die eckzahnähnlichen Vorderzähne eingesetzt. Fast sein ganzes Leben lang hält sich die Faultierart in den Baumkronen des Regenwaldes auf, etwa 24 bis 30 m über dem Erdboden. Mit den stark gebogenen Krallen klammert sich das Eigentliche Zweifingerfaultier kopfunter an Ästen fest, eine Position, die möglicherweise Balanceprobleme bei schwingenden Ästen mindert und energiesparend ist. Während der Ruhe liegt es mit dem unteren Rückenteil auf einem Ast und hält sich mit eins bis drei Gliedmaßen fest. Die Ruhephase nimmt fast 75 % der Tagesdauer ein, davon werden mehr als die Hälfte schlafend verbracht. Der Rest der Aktivität besteht aus der Nahrungsaufnahme und der Fellpflege. Die Bewegungen sind allgemein langsam, nur rund 0,5 bis 0,6 km pro Stunde und maximal 1,6 km pro Stunde. Die Baumkronen werden meist nur zum Standortwechsel verlassen, häufig erfolgt dieser aber auch über das Geäst oder mit Hilfe herabhängender Lianen. Am Boden ist die Faultierart eher unbeholfen und bewegt sich dort auf den Ellenbogen und Unterarmen fort. Aufgrund des niedrigen Stoffwechsels muss das Eigentliche Zweifingerfaultier nur alle 3,4 bis 4,6 Tage defäkieren, was am Boden oder nahe der Stammbasis erfolgt. Dabei klettert es mit dem Kopf nach unten den Stamm hinab. Im Gegensatz zu den Dreifinger-Faultieren wird der Kot nicht vergraben. Dieser sammelt sich so häufig als kleiner Hügel um den Baum.

### Nahrung
Über die Ernährungsweise des Eigentlichen Zweifingerfaultiers in freier Wildbahn ist aufgrund der nachtaktiven Lebensweise kaum etwas bekannt. Es ist aber wie sein Verwandter, das Hoffmann-Zweifingerfaultier, ein überwiegender Pflanzenfresser. Neben Blättern, Früchten, Hülsenfrüchten, Knospen und Blüten gehören auch Insekten, Eier, Nestlinge und kleine Wirbeltiere zum Speiseplan. Insgesamt ist die verzehrte Nahrungspalette des Hoffmann-Zweifingerfaultiers wesentlich vielfältiger als bei den Dreifinger-Faultieren, was auch für das Eigentliche Zweifingerfaultier angenommen werden kann. In Gefangenschaft verzehrt ein Tier rund 350 g je Tag. Gelegentlich wurden einzelne Individuen an menschlichen Latrinen beobachtet. Dies dient möglicherweise der Ergänzung der Nahrung durch wichtige Nährstoffe wie Proteine oder Mineralien wie Salz.

### Fortpflanzung
Die Fortpflanzung des Eigentlichen Zweifingerfaultiers ist wenig erforscht. Die Weibchen werden mit etwa drei Jahren, die Männchen erst mit etwa viereinhalb Jahren geschlechtsreif. Die Paarungszeit ist ganzjährig, der Östrus findet alle 32 Tage statt. Nach einer Tragzeit von zehn Monaten bringt das Weibchen ein Junges zur Welt, die Geburt dauert etwa 35 Minuten. Das Geburtsgewicht beträgt rund 360 g bei einer Gesamtlänge von 21 bis 25 cm. Das Neugeborene hat geöffnete Augen und ein etwas dunkleres Fell als erwachsene Tiere. Es ist teilweise befähigt zu klettern und besteigt den Bauch der Mutter selbstständig (Nestflüchter). Die ersten neun bis zehn Lebensmonate verbringt das Jungtier auf dem Bauch des Muttertiers, dieses beschützt das Junge äußerst aktiv. Das Jungtier fängt bereits mit vier bis fünf Wochen an, feste Nahrung zu sich zu nehmen, deren Anteil sich nach und nach steigert. Nach drei bis fünf Monaten, wenn das Junge etwa 15 % des Gewichtes eines ausgewachsenen Tieres erreicht hat, erfolgt die Entwöhnung. Mit zweieinhalb Jahren sind die Tiere ausgewachsen. Der Abstand zwischen zwei Geburten liegt bei 16 Monaten. Über die Lebenserwartung des Eigentlichen Zweifingerfaultiers in freier Wildbahn ist wenig bekannt. Tiere in Gefangenschaft wurden teilweise über 25 Jahre alt, das höchste dokumentierte Alter liegt bei rund 50 Jahren.

### Fressfeinde und Feindverhalten
Zu den bedeutendsten Fressfeinden gehören der Südamerikanische Nasenbär, der Jaguar, die Langschwanzkatze und gelegentlich der Ozelot, weiterhin auch Anakondas. Unter den Vögeln ist vor allem die Harpyie hervorzuheben. Die größte Gefahr, Opfer von Beutegreifern zu werden, besteht für das Eigentliche Zweifingerfaultier beim Absteigen vom Baum.

### Parasiten und Kommensalen
Aufgrund des fehlenden Unterfells sind äußere Parasiten bei den Zweifinger-Faultieren nicht ganz so häufig wie bei den Dreifinger-Faultieren. Zu den typischen, die das Eigentliche Zweifingerfaultier befallen, gehören vor allem Zecken der Gattung Amblyomma, weiterhin auch Wanzen wie Clerada, Milben wie Edentalges und verschiedenste Stechmücken. Daneben sind auch Läuse wie Lymeon im Fell nachgewiesen. Nicht zu den Parasiten zählen Motten der Gattung Cryptoses, welche ebenfalls das Fell besiedeln. Diese legen Eier in den Dung des Eigentlichen Zweifingerfaultiers und geben Stickstoffverbindungen an die im Fell lebenden Algen ab. Durch Ablecken des Fells nimmt ein Tier so auch die Algen auf und erhält wichtige Ergänzungsstoffe, die durch die eher energiearme Nahrung nicht bereitgestellt werden.
Zu den inneren Parasiten zählen hauptsächlich Fadenwürmer, hier sind Bostrichodera, Dioctophyme und Diptetalonema von Bedeutung. Weiterhin konnten Protozoen wie Endotrypanum und Leishmania sowie die Einzeller Trypanosoma und Eimeria nachgewiesen werden.

## Systematik

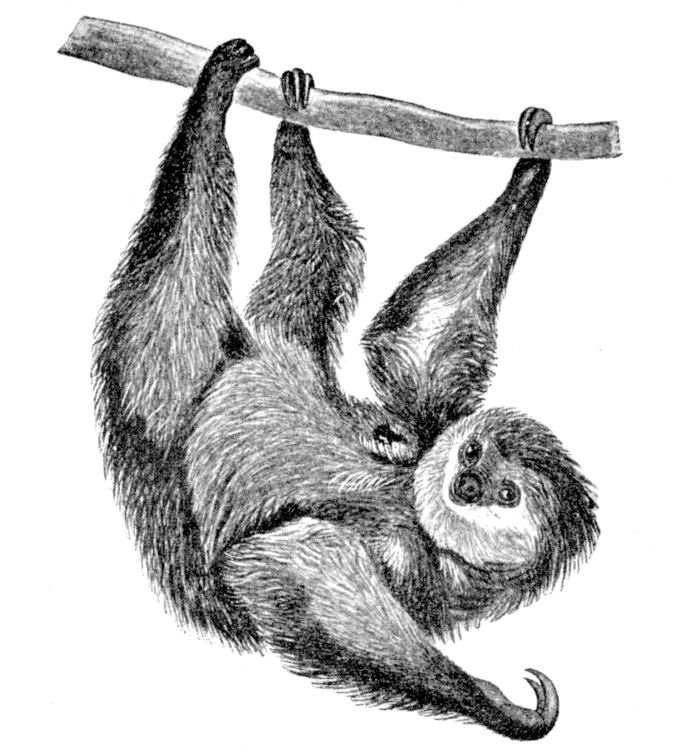
Historische Darstellung des Eigentlichen Zweifingerfaultiers aus dem Jahr 1902

Das Eigentliche Zweifingerfaultier ist eine von zwei Arten aus der Gattung der Zweifinger-Faultiere (Choloepus). Die Stellung der Zweifinger-Faultiere innerhalb der Unterordnung der Faultiere (Folivora) wird unterschiedlich bewertet. Nach skelettanatomischen Merkmalen favorisieren die meisten Wissenschaftler eine Zuweisung zur Familie der Megalonychidae. Diese ist aber laut molekulargenetischen Untersuchungen und Proteinanalysen aus dem Jahr 2019 polyphyletisch und schließt sowohl große Bodenfaultiere Süd- und Nordamerikas als auch die Formen der Westindischen Inseln ein. Die einzelnen Gruppen sind aber nicht näher miteinander verwandt. Die Untersuchungen befürworten daher eine Einordnung der Zweifinger-Faultiere in die monotypische Familie der Choloepodidae, die wiederum der Überfamilie der Mylodontoidea angehört. Als nächste verwandte Gruppe innerhalb der rezenten Faultiere gelten die Dreifinger-Faultiere (Bradypus), die eine eigene, ebenfalls monotypische Familie stellen. Die Faultiere werden gemeinsam mit den Ameisenbären (Vermilingua) in die engere Verwandtschaftsgruppe der Zahnarmen (Pilosa) zusammengefasst, eine Ordnung innerhalb der Nebengelenktiere (Xenarthra). Molekulargenetische Untersuchungen konnten eine Abspaltung der Faultiere von der gemeinsamen Linie mit den Ameisenbären im ausgehenden Paläozän vor etwa 58 Millionen Jahren belegen. Die beiden heute noch lebenden Gattungen Bradypus und Choloepus trennten sich dann im Oligozän vor rund 29 Millionen Jahren voneinander. Die Linien, die zu den beiden heutigen Arten der Zweifinger-Faultiere führten, spalteten sich im Oberen Miozän vor etwa 9 Millionen Jahren auf.
Unterarten des Eigentlichen Zweifingerfaultiers sind nicht bekannt. Allerdings unterscheiden sich die westlichen und östlichen Populationen voneinander. Sollten die Eigentlichen Zweifingerfaultiere Kolumbiens und Ecuadors einen Status als eigenständige Unterart erhalten, stehen nach den Regeln der ICZN drei mögliche Namen zur Verfügung C. d. columbianus, C. d. florenciae und C. d. napensis. Dabei hätte ersterer Vorrang, da er von John Edward Gray im Jahr 1871 zuerst eingeführt worden war. Eine von Einar Lönnberg 1928 ursprünglich als C. d. pallescens eingeführte Unterart aus Peru gilt heute als zum Hoffmann-Zweifingerfaultier (Choloepus hoffmanni) gehörig. Fossilfunde des Eigentlichen Zweifingerfaultiers sind nicht bekannt.
Die Erstbeschreibung des Eigentlichen Zweifingerfaultiers erfolgte im Jahr 1758 durch Linnaeus. Er ordnete die Faultierart damals allerdings als Bradypus didactylus zusammen mit dem Weißkehl-Faultier (Bradypus tridactylus) ebenfalls in die Gattung der Dreizehen-Faultiere (Bradypus) ein und unterschied beide Arten anhand der Anzahl der Finger der Vorderfüße. Als Typuslokalität gab er Zeylona (das heutige Sri Lanka) an, erst 1911 wurde von Oldfield Thomas Suriname als eigentliche Typuslokalität festgelegt. Den Gattungsnamen Choloepus führte Johann Karl Wilhelm Illiger im Jahr 1811 ein und gliederte der Gattung das Eigentliche Zweifingerfaultier als Art bei. Der Artname didactylus bezieht sich auf die reduzierte Anzahl der Zehen der Vorderfüße.

## Gefährdung

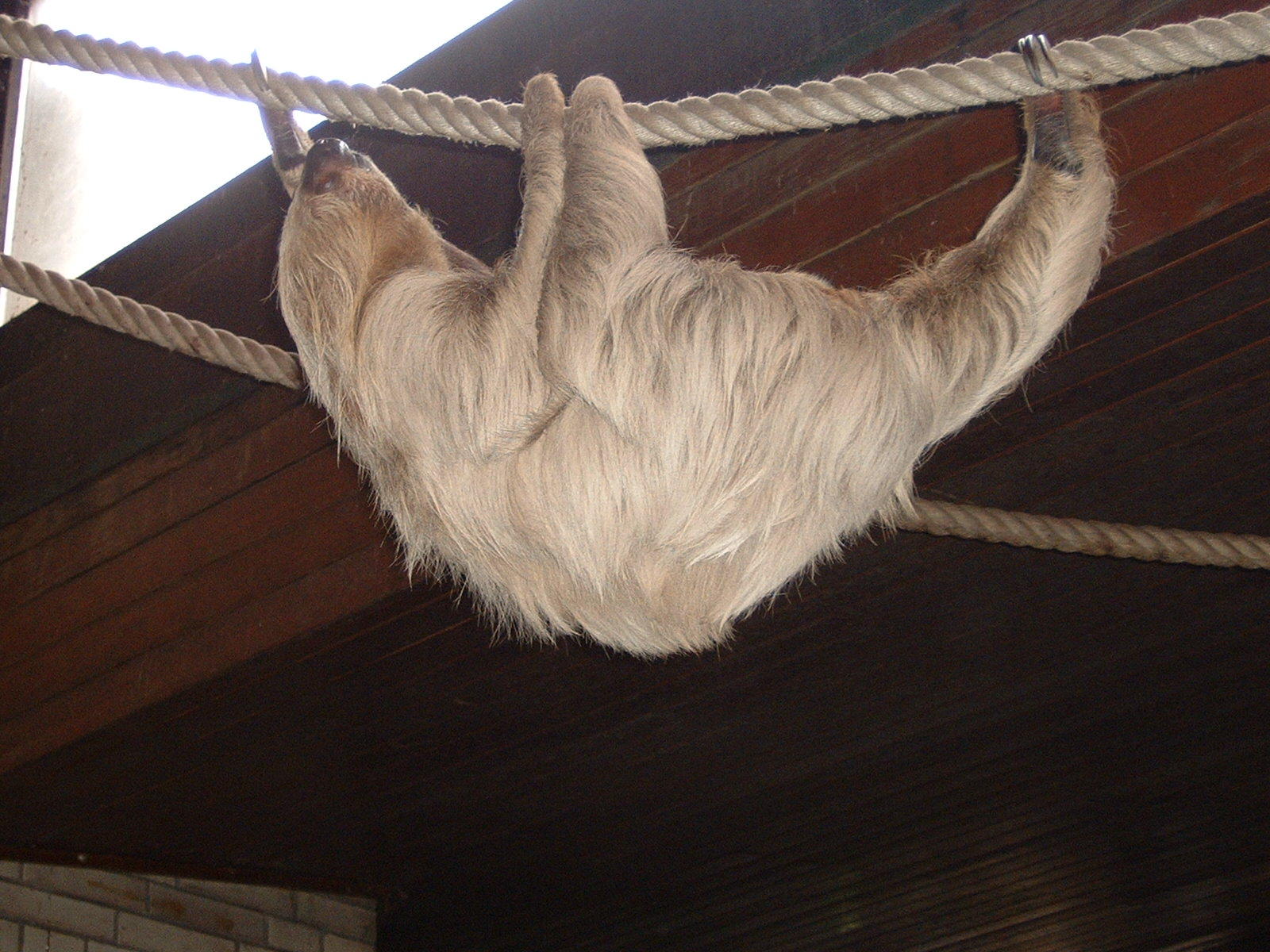
Eigentliches Zweifingerfaultier im Zoo von Duisburg

Größere Bedrohungen des Bestandes des Eigentlichen Zweifingerfaultiers sind nicht bekannt. Aufgrund der Lebensweise hoch in den Bäumen und den langsamen Bewegungen wird es selten gesichtet und gejagt. In Französisch-Guayana ist die Jagd für Nahrungszwecke erlaubt, jeglicher Handel aber verboten. Bei einigen indigenen Völkern gilt das Fleisch der Faultierart als tabu. Lokale Populationen können durch die Zerstörung des Regenwaldes betroffen sein. Aufgrund seines großen Verbreitungsgebietes gilt das Eigentliche Zweifingerfaultier als nicht bedroht, die IUCN listet es als „nicht gefährdet“ (least concern). Die Faultierart ist in zahlreichen geschützten Gebieten anwesend, unter anderem im Saracá-Taquera-Nationalwald im brasilianischen Bundesstaat Pará. Zudem wird sie relativ häufig in zoologischen Einrichtungen gehalten.